# 하디 사에이
하디 사에이 보네코할(페르시아어: هادی ساعی بنه‌کهل‎, 1976년 6월 10일~)은 이란의 태권도 선수, 정치인이다. 이란의 올림픽 참가 선수 중 가장 많은 메달을 획득했으며, 시드니에서 열린 2000년 하계 올림픽 -68kg급에서 동메달을 획득, 아테네에서 열린 2004년 하계 올림픽에서는 금메달을 획득했다. 이후 베이징에서 열린 2008년 하계 올림픽에서는 체급을 올려 -80kg급에서 금메달을 획득했다. 또한 세계 선수권 대회에서 금메달 2개, 은메달 1개, 동메달 1개를 획득했고 아시안 게임에서 금메달 1개, 동메달 1개를 획득했다.
2006년 지방 선거에서 테헤란 시의회 의원으로 선출되었다. 이후 2013년에 재선에 성공했으나, 2017년 선거에서는 낙선했다.